# Holtålen
Holtålen é uma comuna da Noruega, com 1 208 km² de área e 2 172 habitantes (censo de 2004).         